# Stanhope Castle
Stanhope Castle är ett slott i Storbritannien.   Det ligger i kommunen Durham i riksdelen England, i den centrala delen av landet, 400 km norr om huvudstaden London. Stanhope Castle ligger 212 meter över havet.
Terrängen runt Stanhope Castle är huvudsakligen lite kuperad. Stanhope Castle ligger nere i en dal. Runt Stanhope Castle är det ganska glesbefolkat, med 29 invånare per kvadratkilometer. Närmaste större samhälle är Consett, 16,4 km nordost om Stanhope Castle. I omgivningarna runt Stanhope Castle växer i huvudsak blandskog.